# Хамитов, Шарафутдин Юсупович
Шарафутдин Юсупович Хамитов (также известен как «Шарафи бай»; 1864—?) — купец 1-й гильдии, предприниматель, лидер Бураевского восстания.

## Биография
Родился в 1864 году в селе Бураево. В 1725—1775 годах в деревне Бураево жил башкир Баязит. У него был сын Хамит (1752-1821гг). У Хамита было 3 сына: Абдулхаким, Абдуллатиф, Абдулвахит. У Абдулхакима тоже было 3 сына: Юсуф, Шайхетдин, Камалитдин. Юсуф- отец Шарафуддина. Его дед Абдуллхаким был урядником, имел воинское звание- Хорунжей.
К 1917 году он накопил хорошее состояние. У него были одна водяная крупяная мельница и три водяные мукомольные мельницы. На реке Белой, близ деревни Казанцево, была хлебная пристань. Отсюда большими баржами по реке Белой отправляли хлеб, собранный у крестьянских хозяйств. Шарафи бай был крупным торговцем зерном, мукой, крупами. Одна мельница была построена около деревни Кудашево на реке Себерган, другая на той же реке, где она впадает в реку Танып. В мельнице работали 2 пленных немца, наемные работники работали возчиками на пристани, на мельницах. По преданиям стариков, Шарафи бай своих работников не обижал, платил им хорошо. Поэтому он пользовался большим авторитетом среди населения.
Дом Ш.Хамитова большой, просторный, светлый. Окна украшены резьбой, различными орнаментами. В 1917 году в этом доме жила большая семья: хозяин дома (возраст 53 года), его две жены: одной 52 года, другой 28 лет; сыновья по 7 и 5 лет, мать (возраст 100 лет), теща- мать молодой жены, две племянницы по 17 лет, два домашних работника (возраст 43 и 38 лет)- всего 11 человек.
В середине марта 1918 года вспыхнуло Бураевское восстание — жители села Бураево под руководством Шарафутдина Хамитова арестовали членов Бураевского волостного совета и провозгласили образование Бураевского башкирского кантонства. Восставшими был образован орган самоуправления — Бураевский башкирский национальный совет, а также сформирован вооружённый отряд для борьбы «против большевиков». В соседние волости участниками восстания были разосланы агитаторы с призывом к поддержке. 18 апреля 1918 года в селе Бураево Бураевский башкирский национальный совет (шуро) провозгласил территорию своей и семи соседних волостей Бураевским башкирским автономным районом, входящим в состав Башкирской республики на правах 10-го Бураевского кантона. 27 марта 1918 года движение было окончательно подавлено, а Бураевский башкирский кантонство ликвидировано с помощью войск Уфимского гарнизона под руководством А. Вострецова.
После этих событий Ш. Хамитов собрал своих близких и уехал в Китай. Дома оставил старшую жену.
Дом Шарафи бая и сейчас находится по ул. Коммунистической. Долгие годы там располагалась семилетняя школа, потом музыкальная школа, некоторое время там жили учащиеся СПТУ № 154. В настоящее время этот уникальный памятник архитектуры передан в собственность родственнику Ш. Хамитова Низамову.